# Lijst van Carnatische raga's

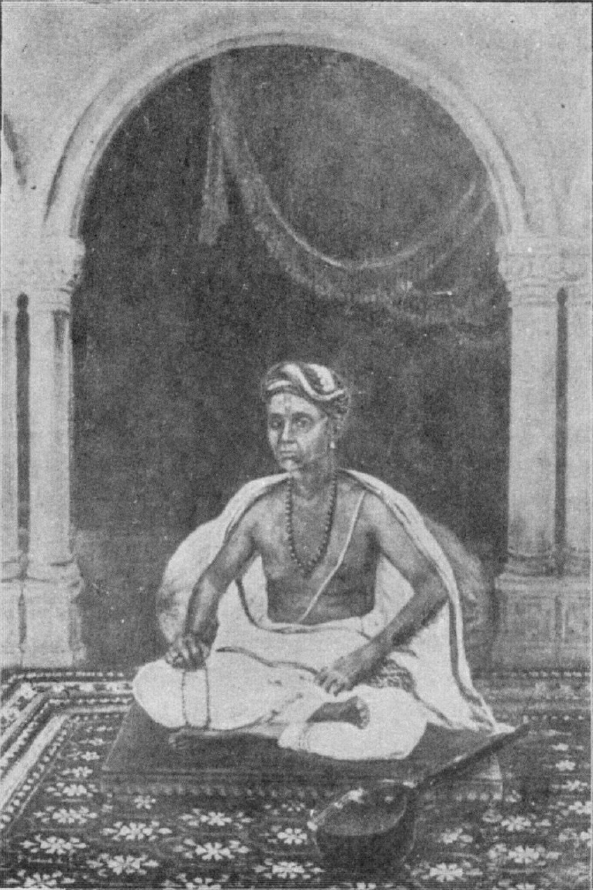
De componist Tyagaraja in het paleis van Jaganmohan in Mysore

Deze lijst van Carnatische raga's bevat een opsomming van de meeste Carnatische raga's.

## Uitleg
De raga's in de Carnatische muziek zijn, in tegenstelling tot de raga's in de Hindoestaanse muziek, systematisch geclassificeerd volgens het systeem van Melakarta.

## Schrijfwijze
De spelling varieert, gelijk de raga's in de Hindoestaanse muziek.

## Lijst
Deze lijst is samengesteld uit een collectie van bestaande opnames van een rasika (liefhebber Indiase muziek), en beslaat een periode tot op heden (2019).
Melakarta Raga
- 20	Abheri
- 20	Abheri Devagandhari
- 22	Abhogi
- 16	Ahir Bhairavi
- 14	Ahiri
- 65	Amir Kalyani
- 66	Amritavarshini
- 20	Ananda Bhairavi
- 22	Andolika
- 29	Arabhi
- 08	Asaveri
- 29	Atana
- 22	Bageshri
- 28	Bahudari
- 29	Begada
- 17	Bhairavam
- 20	Bhairavi
- 15	Bhauli
- 22	Bhimpalasi
- 28	Bihag
- 29	Bilahari
- 22	Brindavani Sarang
- 29	Budha Manohari
- 16	Chakravakam
- 36	Chalanata
- 41	Chandrajothi
- 26	Charukeshi
- 34	Chayanata
- 56	Chintamani
- 22	Darbar
- 28	Desh
- 29	Devagandhari
- 22	Devamanohar
- 22	Devamritavarshini
- 08	Dhanyasi
- 59	Dharmavati
- 09	DhenugA
- 28	Durga
- 28	Dvijavanti
- 30	Gambhiravani
- 36	Gambira Natai
- 03	Ganamoorthi
- 33	Gangeyabhoshani
- 43	Gavambhodhi
- 56	Gopikathilakam
- 29	Gouda Malhar
- 15	Goula
- 15	Goulipantu
- 23	Gourimanohari
- 15	Gujjari (Ghurjari)
- 65	Hameer Kalyani
- 29	Hamsadwani
- 60	Hamsanadam
- 53	Hamsanandi
- 08	Hanumatodi
- 28	Harikambhoji
- 18	Hatakambari
- 58	Hemavathi
- 20	Hindola Vasantam
- 20	Hindolam
- 22	Huseni
- 15	Jaganmohini
- 38	Jalarnavam
- 29	Janaranjani
- 22	Jayanthasena
- 20	Jeevanpuri
- 28	Jinjoti
- 68	Jyotisvaropini
- 21	Kalyana Vasantham
- 65	Kalyani
- 27	Kamala ManoHari
- 28	Kamas
- 51	Kamavardhani
- 28	Kamboji
- 22	Kanada
- 01	Kanakangi
- 22	Kannadagoula
- 61	Kantamani
- 22	Kapi
- 28	Kapi Narayani
- 22	Karaharapriya
- 28	Kedaragaula
- 28	Kedaragowlai
- 29	Kedaram
- 21	Kiravani
- 71	Kosalam
- 28	Kunthalavarali
- 14	Kuvalayabharanam
- 15	Lalita Panchamam
- 63	Latangi
- 22	Madhyamavati
- 15	Malahari
- 28	Malavi
- 16	Malayamarutam
- 05	Manavati
- 29	Mand
- 51	Mandhari
- 33	Mangeyabushan
- 20	Manji
- 05	Manoranjani
- 25	Mararanjani
- 22	Maruva Dhanyasi
- 15	Mayamalavagaula
- 65	Megha Kalyani
- 65	Mohana Kalyani
- 28	Mohanam
- 22	Mukhari
- 70	Nasikabhushani
- 15	Nadanamakriya
- 22	Nadavarangini
- 20	Nagagandhari
- 30	Naganandini
- 27	Nalinakanti
- 28	Narayanagaulam
- 28	Narayani
- 28	Narayani Bhajana
- 20	Nata Asavari
- 20	Natabhairavi
- 28	Natakurinji
- 36	Natta
- 28	Navarasa Kanada
- 29	Neelambari
- 60	Netimati
- 29	Niroshta
- 15	Padi
- 45	Pantuvarali
- 51	Paraj
- 15	Pharaju (Paras)
- 22	Poornashadjam
- 53	Poorvi Kalyani
- 08	Punnagavarali
- 29	Purnachandrika
- 22	Pushpalatika
- 42	Raghupriya
- 52	Ramapriya
- 59	Ranjani
- 72	Rasikapriya
- 28	Ravichandrika
- 22	Reetigoula
- 15	Revagupti
- 02	Revathi
- 22	RudraPriya
- 28	Sahana
- 22	Saindhavi
- 37	Salagam
- 28	Sama
- 20	Saramathi
- 28	Sarasvathi Manohari
- 64	Saraswati
- 17	Saurashtram
- 15	Saveri
- 29	Seetha Kalyana
- 07	Senavati
- 28	Senchuruti
- 46	Shadvidha Margini
- 14	Shandra Gobe
- 29	Shankarabharanam
- 56	Shanmukhapriya
- 22	Shree
- 22	Shriranjani
- 22	Shuddha Dhanyasi
- 29	Shuddha Saveri
- 08	Shuddhaseemanthini
- 57	Simhendra Madhyamam
- 08	Sindhu Bhairavi
- 28	Sindhu Kannada
- 15	Sindhuramakriya
- 17	Sooryakantam
- 17	Sourashtra
- 61	Sruthiranjani
- 28	Surati
- 15	Takka
- 28	Tharangini
- 28	Thilang
- 08	Todi
- 28	UmabhaRanam
- 34	Vaagadheeshwari
- 64	Vachaspati
- 04	Vanaspati
- 39	Varali
- 15	Vasanta
- 24	Veeravasantam
- 23	Velavali
- 59	Vijayanagari
- 47	Vijayasri
- 31	Yaagapriya
- 28	Yadhukula Kambodhi
- 65	Yaman Kalyani